# ایوان استویچ
ایوان استویچ (سیریلیک صربی: Иван Стевић؛ زادهٔ ۱۲ مارس ۱۹۸۰) دوچرخه‌سوار اهل صربستان است.